# Strandhuse (Svendborg)
 For alternative betydninger, se Strandhuse. (Se også artikler, som begynder med Strandhuse)
Strandhuse er et autoriseret stednavn for et kvarter og et vejnavn i Svendborg, som ligger ud til Svendborgsund. Strandhuse ligger i forlængelse af Strandvejen og er et område med mange gamle villaer i alle stilarter. Vejen "Strandhuse" ligger vest for Svendborgsundbroen og følger kysten ud til lille eng (offentligt grønt område ud til Svendborgsund). I Strandhuse ligger Sankt Jørgens Kirke og den dertilhørende park som ligger placeret ud til vandet. Kvarteret hører ind under Sankt Jørgens Sogn.
55°02′57″N 10°35′37″Ø / 55.0493°N 10.5936°Ø
|  | Denne artikel om lokaliteten Strandhuse (Svendborg) kan blive bedre, hvis der indsættes et (bedre) billede. Du kan hjælpe ved at afsøge Wikimedia Commons for et passende billede eller lægge et op på Wikimedia Commons med en af de tilladte licenser og indsætte det i artiklen. |